# Adresseavisen

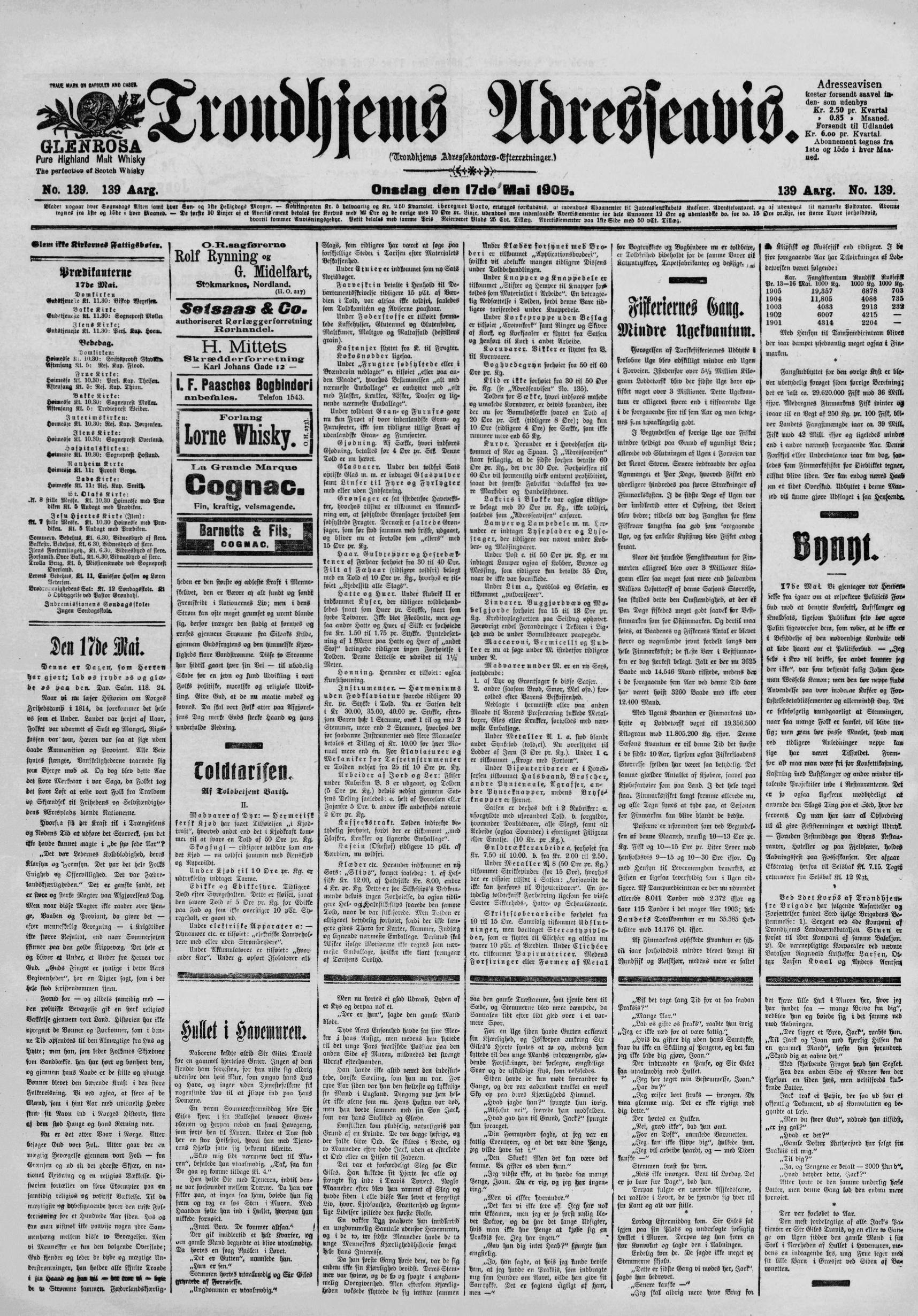
A primeira página do jornal norueguês Adresseavisen (na época: "Trondhjems Adresseavis") de 17 de maio de 1905.

Adresseavisen  (comumente conhecido como Adressa) é um jornal regional publicado diariamente, exceto aos domingos, em Trondheim, Noruega. O jornal está em circulação desde 1767 e é um dos jornais mais antigos da Noruega depois do Norske Intelligenz-Seddeler, lançado em 1763.
A Adresseavisen é propriedade da Polaris Media, na qual a Schibsted controla 29% das ações.

## História e perfil
O jornal foi publicado pela primeira vez em 3 de julho de 1767 como Kongelig allene privilegerede Trondheims Adresse-Contoirs Efterretninger, tornando-se o jornal norueguês mais antigo ainda em publicação. O jornal foi fundado como uma publicação de publicidade classificada. O nome do jornal foi alterado várias vezes antes de seu nome atual começar a ser usado em 1927. Localmente, é frequentemente referido como Adressa. O jornal tem sede em Trondheim e cobre as áreas de Trøndelag e Nordmøre.
Martinus Lind Nissen (1744–1795) foi o fundador e primeiro editor da Adresseavisen. Em sua morte, Nissen foi sucedido por Mathias Conrad Peterson, um revolucionário pioneiro do jornalismo radical de orientação francesa na Noruega. Editores posteriores, no entanto, foram mais conservadores. Na época de Peterson, o jornal foi renomeado para Trondhjemske Tidender (aproximadamente Trondhjem Times) e começou a se parecer mais com um jornal moderno. Mudando de nome, proprietários e perfil várias vezes durante o século 19, o jornal foi nomeado Trondhjems Adresseavis em 1890. Sua primeira foto de imprensa foi publicada em 1893. Durante a década de 1920, o jornal quase faliu, mas foi salvo pelo novo editor, Harald Houge Torp, que ocupou o cargo até 1969.

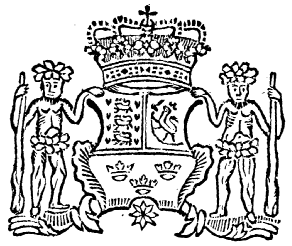
O brasão real no cabeçalho da primeira página da primeira edição, publicado em 3 de julho de 1767.

Adresseavisen se descreve como conservador e faz parte do Adresseavisen Media Group, que possui vários jornais locais menores na região de Trøndelag.  Também possui e opera uma estação de rádio local, Radio-Adressa, e uma estação de TV local, TV-Adressa (antes de 30 de janeiro de 2006: TVTrøndelag). Além disso, a empresa é proprietária dos jornais locais Fosna-Folket, Hitra-Frøya, Levanger-Avisa, Sør-Trøndelag, Trønderbladet e Verdalingen.  Em 2006, Schibsted tinha uma participação no jornal (31,7%).  As ações da Adresseavisen são negociadas na Bolsa de Valores de Oslo.
Adressavisen se tornou o primeiro jornal norueguês a usar tecnologia de computador em 1967. Seu site foi lançado em 1996. Gunnar Flikke foi editor-chefe de 1989 a 2006. Adresseavisen mudou do formato broadsheet para o tabloide em 16 de setembro de 2006.

## Circulação
Adresseavisen vendeu 87 000 cópias em 2003, 79 789 em 2007 e 61 086 em 2014.
O jornal online Adressa.no tinha uma média de 155 000 leitores diários em 2015.

## Editores-chefes notáveis
- Martinus Nissen (1767–1795)
- Matthias Conrad Peterson (1795–1800)
- Harald Torp (1927 – 1941, 1945 – 1969)
- Jacob Skylstad (1941–1945)
- Andreas Norland (1975–1977)
- Kjell Einar Amdahl (1977–1996)
- Gunnar Flikke (1989–2006)
- Arne Blix (2007–2015)
- Tor Olav Mørseth (2015–2017)
- Kirsti Husby (2017 – titular)[12]